# Reservation
Reservation, från latinets reservare, 'ha i förvar', 'bevara', 'spara'.
- Det att man lägger undan en vara eller liknande för någons räkning.
- Förbehåll eller förbehållsamhet. "Med reservation för oförutsedda händelser".
- Ett sätt att anmäla avvikande mening i en styrelse eller annat beslutande organ för den som ogillar beslutet. Den som reserverar sig anmäler det efter, och i direkt samband med, beslutet. Denne kan även tala om att den stöder ett annat förslag, såväl som lämna en skriftlig reservation. En reservation är i politisk mening en starkare markering än en protokollsanteckning eller att inte delta i beslutet. I offentlig förvaltning anses man i juridisk mening ha stött beslutet om man inte reserverar sig.

En styrelseledamot har möjlighet att reservera sig mot styrelsens beslut. Syftet med en reservation är att ledamoten vill undvika ansvar för konsekvenserna av det beslut styrelsen fattat. Har man inte reserverat sig räknas det i offentliga sammanhang som att man godkänt styrelsens beslut. Varje ledamot i styrelsen svarar då under straffansvar för konsekvenserna av styrelsens gemensamma beslut. Har man däremot reserverat sig så har man som enskild ledamot tydligt markerat att man tar avstånd från styrelsens beslut. Ledamoten skall då se till att få sin reservation noterad i protokollet samt att denne bör, i särskild bilaga till protokollet, redogöra för sin reservation och alternativa förslag. Det är mycket viktigt att uppfylla formkraven när en ledamot känner sig nödgad att reservera sig mot ett styrelsebeslut.